# Philadelphus
Philadelphus L.  è un genere di piante della famiglia delle Hydrangeaceae.
Nel linguaggio comune vengono chiamati falsi aranci oppure siringhe.

## Descrizione
Il genere comprende arbusti a foglie decidue o sempreverdi.
Le foglie hanno nervature evidenti e sono ovate.
I fiori sono a coppa, bianchi e larghi 3–4 cm.

## Distribuzione e habitat
Il genere ha un ampio areale che comprende Nord America, America Centrale, Asia e la parte sud-orientale dell'Europa.

## Tassonomia
Il genere comprende le seguenti specie:
- Philadelphus affinis Schltdl.
- Philadelphus asperifolius Körn.
- Philadelphus brachybotrys (Koehne) Koehne
- Philadelphus calcicola S.Y.Hu
- Philadelphus calvescens (Rehder) S.M.Hwang
- Philadelphus caudatus S.M.Hwang
- Philadelphus coronarius L.
- Philadelphus coulteri S.Watson
- Philadelphus dasycalyx (Rehder) S.Y.Hu
- Philadelphus delavayi  L.Henry
- Philadelphus henryi  Koehne
- Philadelphus hirsutus Nutt.
- Philadelphus incanus Koehne
- Philadelphus inodorus L.
- Philadelphus kansuensis (Rehder) S.Y.Hu
- Philadelphus karwinskyanus Koehne
- Philadelphus kunmingensis S.M.Hwang
- Philadelphus laxiflorus Rehder
- Philadelphus lewisii  Pursh
- Philadelphus lushuiensis T.C.Ku & S.M.Hwang
- Philadelphus maculatus (C.L.Hitchc.) S.Y.Hu
- Philadelphus mearnsii  W.H.Evans ex Rydb.
- Philadelphus mexicanus Schltdl.
- Philadelphus microphyllus A.Gray
- Philadelphus myrtoides Bertol.
- Philadelphus palmeri Rydb.
- Philadelphus pekinensis Rupr.
- Philadelphus pringlei S.Y.Hu
- Philadelphus pubescens Loisel.
- Philadelphus pueblanus S.Y.Hu
- Philadelphus purpurascens (Koehne) Rehder
- Philadelphus reevesianus S.Y.Hu
- Philadelphus sargentianus S.Y.Hu
- Philadelphus satsumi Siebold ex Lindl. & Paxton
- Philadelphus schrenkii  Rupr.
- Philadelphus sericanthus Koehne
- Philadelphus serpyllifolius A.Gray
- Philadelphus subcanus Koehne
- Philadelphus tenuifolius Maxim. & Rupr.
- Philadelphus tetragonus S.M.Hwang
- Philadelphus texensis S.Y.Hu
- Philadelphus tomentosus Wall. ex G.Don
- Philadelphus tsianschanensis F.T.Wang & S.X.Li
- Philadelphus yangjiaensis Y.T.Zhao & H.Xie
- Philadelphus zhejiangensis S.M.Hwang